# Złatan Dudow

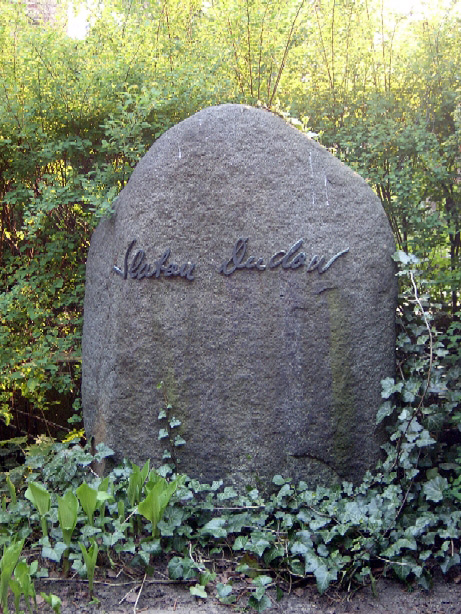
Grobowiec Złatana Dudowa

Złatan Dudow (bułg. Златан Дудов, niem. Slátan Theodor Dudow) (ur. 30 stycznia 1903 w Caribrodzie Serbia, zm. 12 lipca 1963 wskutek wypadku samochodowego w Fürstenwalde/Spree) – reżyser filmowy i scenarzysta narodowości bułgarskiej, tworzący głównie w Niemczech.
Dudow przybył do Berlina w roku 1922 i rozpoczął studia teatrologiczne. W roku 1925 został asystentem Fritza Langa przy filmie Metropolis w wytwórni filmowej w Babelsbergu.
Po krótkim pobycie w Moskwie 1929, gdzie spotkał Siergieja Eisensteina i Władimira Majakowskiego, zainscenizował sztukę Brechta „Die Maßnahme” (Środek zaradczy, 1931) i zrealizował film dokumentalny „Wie der Berliner Arbeiter wohnt” (Jak mieszka robotnik berliński) dla komunistycznej wytwórni Prometheus-Film. 
Najważniejszym dziełem Dudowa okresu Republiki Weimarskiej był film „Kuhle Wampe“ (pełny tytuł: Kuhle Wampe oder Wem gehört die Welt – Kuhle Wampe albo do kogo należy świat) z roku 1932 uważany za szczytowe osiągnięcie proletariackiego filmu niemieckiego okresu Wielkiego Kryzysu. Film został dopuszczony do wyświetlania przez cenzurę dopiero za trzecim razem. 
Po dojściu Hitlera do władzy Dudow wyemigrował do Francji. Okres II wojny światowej przeżył w Szwajcarii. Po roku 1945 zamieszkał w NRD. Stworzył tam m.in. filmy Unser täglich Brot (Nasz chleb powszedni, 1949), Frauenschicksale (Losy kobiet, 1952), Stärker als die Nacht (Silniejsi od nocy, 1954) oraz Verwirrung der Liebe (Szaleństwo miłości, 1959). Był jednym z głównych reżyserów wczesnego okresu wytwórni filmowej DEFA.